# François Duteil
François Duteil, né le 21 juin 1944 à Poilley (Manche), un syndicaliste français. Il est secrétaire général de la Fédération nationale de l'énergie CGT de 1979 à 1989, membre du bureau confédéral de la Confédération générale du travail de 1985 à 1999.

## Biographie
Né en 1944 dans une famille catholique modeste dont le père est charron puis ouvrier du bâtiment, François Duteil passe le BEPC et entre à l’école nationale des métiers EDF de Gurcy-le-Châtel en 1961. Il se spécialise dans la thermique.
Il trouve un emploi à la centrale thermique de Saint-Ouen en 1965. Adhérent à la Confédération générale du travail (CGT), il suit un stage de formation syndicale et devient secrétaire de la section syndicale, de la commission secondaire et du comité mixte à la production ; tout en entrant au bureau du syndicat EDF de la région parisienne.
En 1971, il devient dirigeant du Centre fédéral de la jeunesse, chargé de la formation syndicale et de la Commission nationale supérieure du personnel (CNSP) d’EDF-GDF. Un an plus tard, il est élu à la commission exécutive et au bureau de la Fédération de l'énergie, puis au secrétariat en 1975.
Au départ de Roger Pauwels du poste de secrétaire national de la Fédération en 1979, François Duteil prend sa succession et exerce cette fonction pendant dix ans, remplacé par Denis Cohen.
Responsable du Comité de coordination consultatif des syndicats européens de l’Énergie depuis 1981, il est élu président de l’Union internationale des syndicats des travailleurs de l’Energie (UISTE) lors de sa création en 1985.
Au niveau de la CGT, François Duteil est élu à la commission exécutive confédérale à l’occasion du 41e congrès en 1982. Il intègre le bureau confédéral au congrès suivant de 1985.
François Duteil est membre du Parti communiste français (PCF) à partir de 1966. Il est élu au bureau politique du PCF en 1987, qu'il quitte, comme Louis Viannet, en 1996. Il quitte également le bureau confédéral de la CGT en 1999, restant membre de la commission exécutive confédérale jusqu’en 2003.
Il est président de l’Institut d’histoire sociale CGT Mines-Énergie depuis sa création en 2002.

## Publications
- Les Bâtisseurs : [luttes et gestion à la CCAS, Caisse centrale d'activités sociales], avec Philippe Haumont, Paris, Messidor, 1986, 231 p.  (ISBN 2-209-05788-4)
  - Les bâtisseurs : luttes et gestion à la CCAS, préface de Stéphane Sirot, nouvelle édition actualisée et augmentée, Nancy, Éditions Arbre bleu, 2015, 400 p.  (ISBN 979-10-90129-14-6)
- De l'énergie pour les hommes, avec la collaboration de Sylvestre Huet, Paris, Messidor-Éditions sociales, 1988, 330 p.  (ISBN 2-209-06054-0)
- Le nucléaire par ceux qui le font : paroles de salariés, avec Sébastien Menesplier, Arcane 17, 2022, 141 p.  (ISBN 978-2-493049-07-0)